# Luis Longstaff
Luis James Longstaff (Darlington, 24 februari 2001) is een Engels voetballer die doorstroomde uit de jeugdopleiding van Liverpool FC. Longstaff is een middenvelder.

## Carrière
Longstaff ruilde de jeugdopleiding van Newcastle United in 2015 in voor die van Liverpool FC. Op 17 december 2019 maakte hij zijn officiële debuut in het eerste elftal van de club: in de League Cup-wedstrijd tegen Aston Villa kreeg hij een basisplaats.

## Clubstatistieken
| Seizoen         | Club            | Land              | Competitie      | Competitie | Competitie | Beker | Beker | Supercup | Supercup | Europees | Europees | Totaal | Totaal |
| Seizoen         | Club            | Land              | Competitie      | Wed.       | Dlp.       | Wed.  | Dlp.  | Wed.     | Dlp.     | Wed.     | Dlp.     | Wed.   | Dlp.   |
| --------------- | --------------- | ----------------- | --------------- | ---------- | ---------- | ----- | ----- | -------- | -------- | -------- | -------- | ------ | ------ |
| 2019/20         | Liverpool FC    | Vlag van Engeland | Premier League  | 0          | 0          | 1     | 0     | 0        | 0        | 0        | 0        | 1      | 0      |
| 2020/21         | Liverpool FC    | Vlag van Engeland | Premier League  | 0          | 0          | 0     | 0     | 0        | 0        | 0        | 0        | 0      | 0      |
| Carrière totaal | Carrière totaal | Carrière totaal   | Carrière totaal | 0          | 0          | 1     | 0     | 0        | 0        | 0        | 0        | 1      | 0      |

Bijgewerkt op 24 november 2020.
1 Alisson ·
2 Gomez ·
3 Endo ·
4 Van Dijk  ·
5 Konaté ·
7 Díaz ·
8 Szoboszlai ·
9 Núñez ·
10 Mac Allister ·
11 Salah ·
14 Chiesa ·
17 Jones ·
18 Gakpo ·
19 Elliott ·
20 Jota ·
21 Tsimikas ·
26 Robertson ·
38 Gravenberch ·
43 Bajcetic ·
47 Phillips ·
56 Jaroš ·
62 Kelleher ·
66 Alexander-Arnold ·
78 Quansah ·
80 Morton ·
84 Bradley ·
95 Davies ·
Coach: Slot
· Assistent-coach: Heitinga
· Assistent-coach: Hulshoff
· Keeperstrainer: Taffarel